# Pietro Filippo Scarlatti
Pietro Filippo Scarlatti (5. ledna 1679, Řím – 22. února 1750, Neapol) byl italský skladatel, sbormistr a varhaník.
Pietro Filippo Scarlatti byl nejstarším synem Alessandra Scarlattiho a bratrem rovněž slavného barokního skladatele Domenica Scarlattiho.
Hudební vzdělání mu poskytl otec. V roce 1705 se stal sbormistrem katedrály v Urbinu. O tři roky později jej otec přivedl do Neapole a Pietro se stal varhaníkem královského dvora. Toto angažmá bylo na první pohled významné, ale po prohrané válce o španělské dědictví se neapolské království stalo součástí habsburské monarchie a císař Josef I. ani později Karel VI. se zde prakticky nezdržovali.
Jako skladatel nedosáhl proslulosti svého otce a bratra. Pokud je známo, byla veřejně provedena pouze jeho jediná opera, Clitar, v roce 1728 v divadle San Bartolomeo. Partitura se do dnešní doby nedochovala.
Větší úspěch měl se svými kantátami, ale zejména s drobnými skladbami pro cembalo, z nichž některé se občas objevují i na repertoáru soudobých klavíristů.
Po klidném životě zemřel v Neapoli 22. února 1750.